# Michael Gbinije
Michael Patrick Gbinije (Hartford, Connecticut, 5 de junio de 1992) es un baloncestista con doble nacionalidad estadounidense y nigeriana que pertenece a la plantilla de los Cape Town Tigers de la Basketball Africa League. Con 2,01 metros de estatura, juega en las posiciones de base o escolta.

## Trayectoria deportiva

### Universidad

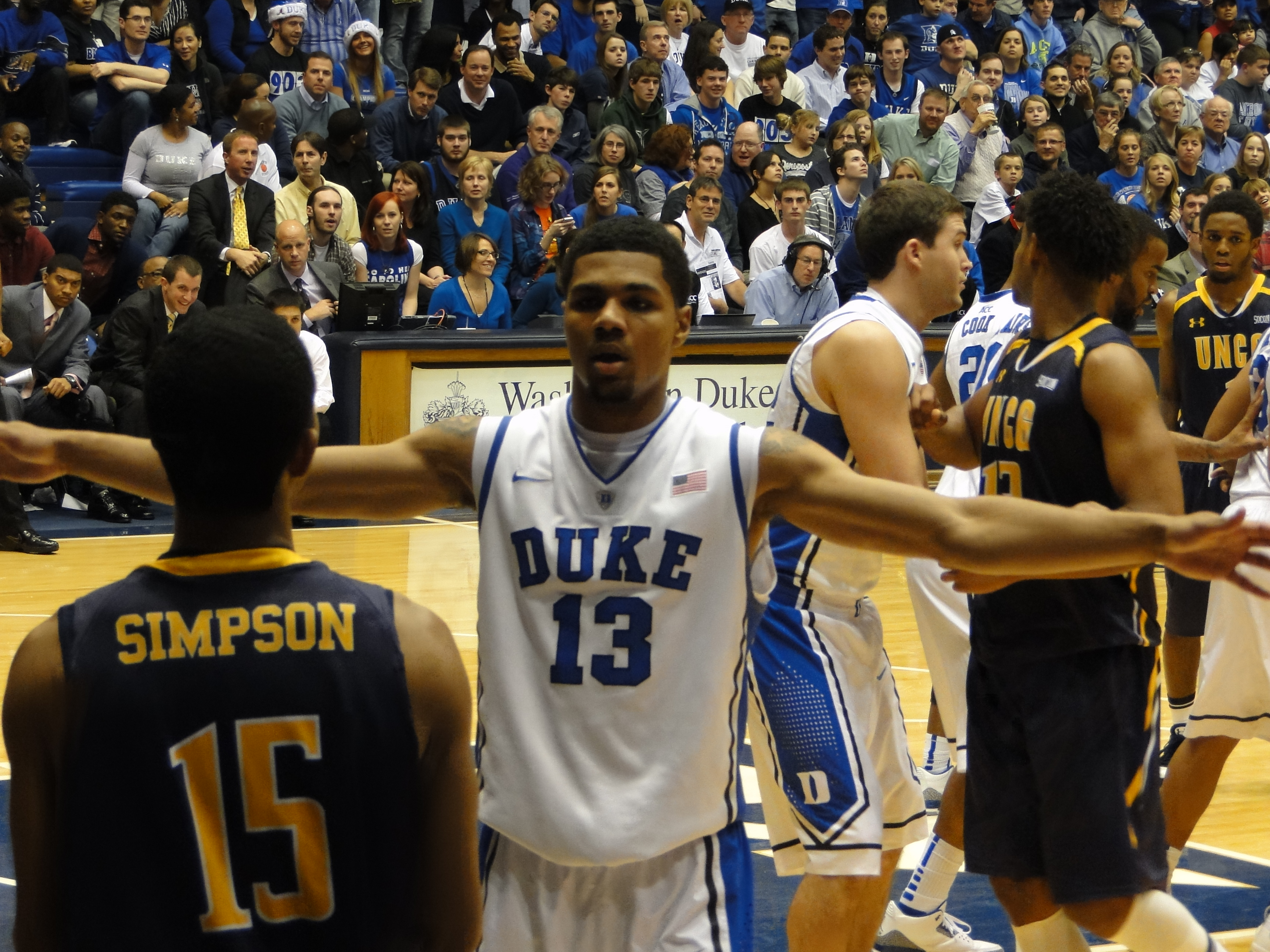
Gbinije con Duke en 2010.

Jugó su temporada freshman con los Blue Devils de la Universidad de Duke, en la que apenas tuvo oportunidades, optando por ser transferido a los Orangemen de la Universidad de Syracuse, donde en tres temporadas promedió 11,3 puntos, 3,6 rebotes y 3,0 tapones por partido. En su última temporada fue incluido en el segundo mejor quinteto de la Atlantic Coast Conference.

### NBA
Fue elegido en la cuadragésimo novena posición del Draft de la NBA de 2016 por Detroit Pistons. Debutó el 26 de octubre ante Toronto Raptors, consiguiendo 2 puntos en dos minutos de juego. El 5 de noviembre fue asignado a los Grand Rapids Drive de la NBA D-League.
[actualizar]
El 23 de octubre de 2021 fue elegido en el puesto número 9 del Draft de la NBA G League de 2021 por los Iowa Wolves.

## Estadísticas de su carrera en la NBA

### Temporada regular
| Año     | Equipo  | PJ | PT | MPP | %TC  | %3P  | %TL   | RPP | APP | ROB | TPP | PPP |
| ------- | ------- | -- | -- | --- | ---- | ---- | ----- | --- | --- | --- | --- | --- |
| 2016-17 | Detroit | 9  | 0  | 3.6 | .100 | .000 | 1.000 | .3  | .2  | .0  | .0  | .4  |
| Total   | Total   | 9  | 0  | 3.6 | .100 | .000 | 1.000 | .3  | .2  | .0  | .0  | .4  |